# Melro-preto
O melro-preto (Turdus merula), vulgarmente conhecido apenas como melro ou mérula, é uma ave pertencente ao género Turdus. Ocorre naturalmente na Europa, Norte de África, Médio Oriente, Ásia Meridional e Ásia Oriental, e foi introduzida na Austrália e Nova Zelândia na segunda metade do século XIX. Dependendo da latitude, pode ser residente, migratória ou parcialmente migratória. A espécie tem numerosas subespécies na sua vasta área de distribuição, algumas das quais são consideradas espécies distintas por alguns autores.
O melro-preto é omnívoro, consumindo uma grande variedade de insetos, vermes, bagas e drupas. Apresenta um forte dimorfismo sexual; o macho adulto da subespécie nominal T. m. merula é completamente preto, com exceção do bico e do anel orbital de cor amarela, e tem um vasto repertório de vocalizações, enquanto que a fêmea adulta e os juvenis são predominantemente de cor castanha. Esta espécie nidifica em bosques e jardins, construindo ninhos em forma de taça com ervas e lama em trepadeiras ou arbustos, e pode ser encontrada tanto em florestas como em campo aberto e zonas urbanas. Ambos os sexos exibem um comportamento territorial nos locais de nidificação, cada qual com comportamentos agressivos distintos, mas é mais gregário durante as migrações e nas áreas onde inverna. Tanto os machos como as fêmeas podem permanecer no seu território durante todo o ano desde que o clima seja suficientemente temperado e haja alimento disponível durante o inverno.
Apesar de poderem ocorrer flutuações locais nas populações devido a ameaças específicas, possui uma grande área de distribuição geográfica e uma grande população global, pelo que não se considera que se encontre globalmente ameaçada. Existem numerosas referências literárias e culturais ao melro-preto, frequentemente relacionadas com o canto melodioso dos machos. O melro-preto é a ave nacional da Suécia.

## Taxonomia

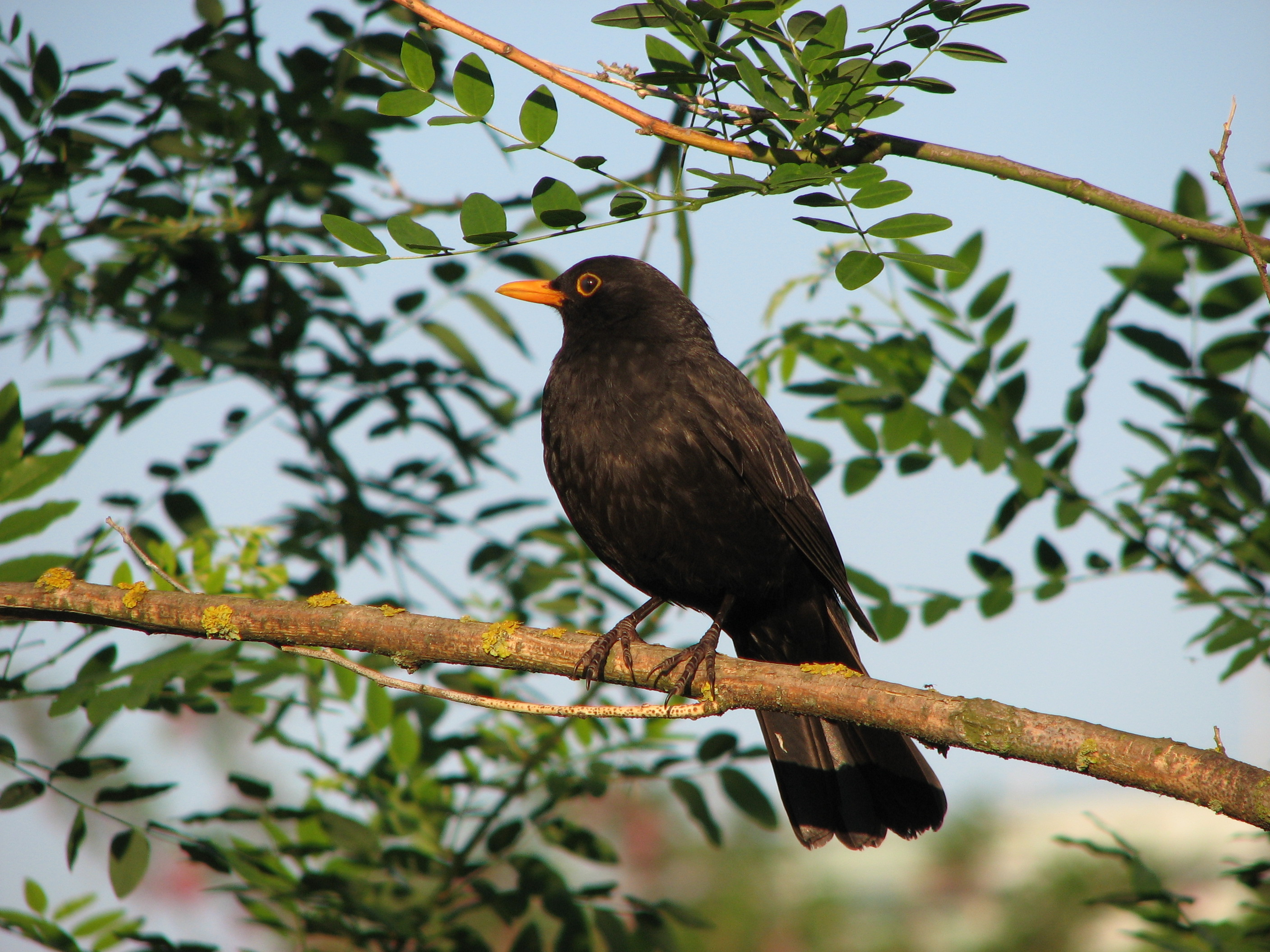
Macho adulto de T. m. merula, República Checa.

O melro-preto foi descrito em 1758 pelo zoólogo sueco Carolus Linnaeus no seu livro Systema Naturae como Turdus merula, caracterizado como "Turdus ater, rostro palpebrisque fulvis" ("Tordo negro, com bico e pálpebras amarelas"). O seu nome binomial deriva de duas palavras em latim, turdus, "tordo", e merula, "melro". O filósofo e enciclopedista romano Varrão indica um diminutivo de mera, "só", como explicação etimológica para o termo merula, que significaria assim quod mera, "quase só", o que descreve bem o carácter solitário desta ave. Este termo (e a sua forma tardia merulu) deu ainda origem à designação comum para esta espécie não só em português ('melro', com síncope do 'u' e metátese do 'r'), como também noutras línguas românicas como o castelhano ('mirlo'), o francês ('merle') e o italiano ('merlo'). Já em inglês (blackbird, lit. "ave negra") e em sueco (koltrast, lit. "tordo de carvão") a designação comum parece derivar da sua aparência. Em Portugal, é normalmente conhecido como o melro, apesar do termo se referir de forma mais abrangente a diversos membros da família Turdidae, como o melro-de-peito-branco (Turdus torquatus) e o melro-das-rochas (Monticola saxatilis).
A taxonomia desta espécie, particularmente a das subespécies asiáticas, é complexa. As subespécies encontradas no subcontinente indiano, T. m. simillimus, T. m. nigropileus, T. m. bourdilloni, T. m. spencei e T. m. kinnissi, são relativamente pequenas (apenas 19–20 cm de comprimento) e possuem um anel orbital largo, para além de terem proporções, formato das asas, cor do ovos e vocalizações diferentes das outras subespécies de melro-preto. Por essas razões, são por vezes consideradas uma espécie separada, Turdus simillimus. A subespécie T. m. maximus dos Himalaias é bastante maior (23–28 cm de comprimento) do que o grupo da T. m. simillimus, e difere de todas as outras subespécies de melro-preto pela total ausência do anel orbital e pelas suas vocalizações reduzidas, pelo que é por vezes considerada uma espécie separada, Turdus maximus. As restantes subespécies asiáticas, as relativamente grandes T. m. intermedius e T. m. mandarinus, e a menor T. m. sowerbyi, também diferem em estrutura e vocalizações, e podem também representar uma espécie separada, Turdus mandarinus. Alternativamente, alguns autores sugerem que sejam consideradas subespécies de Turdus maximus, mas diferem desta em estrutura, vocalizações e existência do anel orbital.
O parente mais próximo em termos evolutivos do melro-preto aparenta ser o Turdus poliocephalus, presente no Sudeste Asiático e em algumas ilhas do sudoeste do Pacífico, que provavelmente divergiu do melro-preto recentemente.

## Características

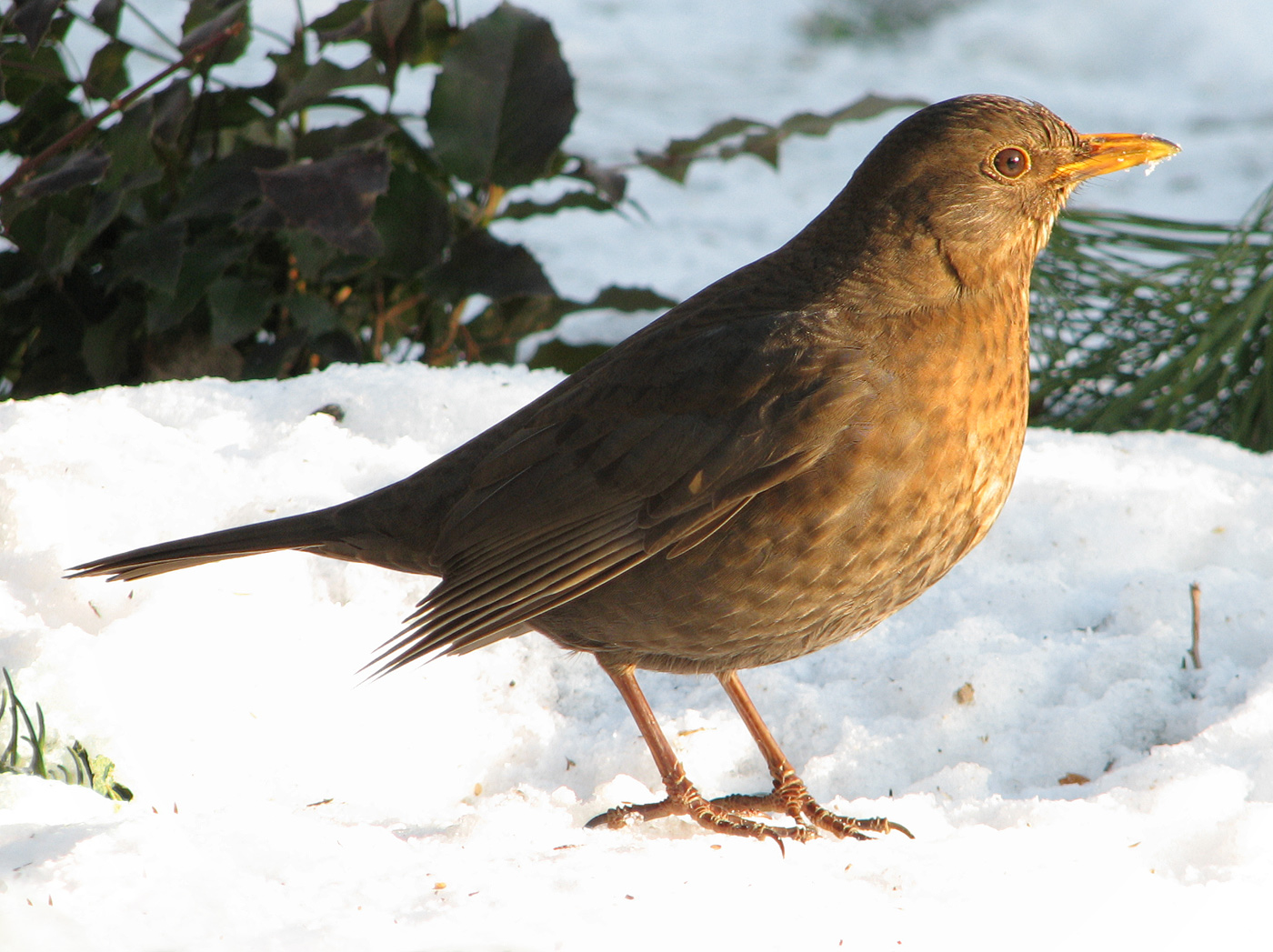
Fêmea adulta de T. m. merula.

A subespécie nominal T. m. merula tem 23,5–29 cm de comprimento, uma envergadura de 34–38 cm e um peso de 80-125 g, dependendo do sexo e das estações do ano. O macho adulto possui plumagem totalmente negra e lustrosa, patas de tamanho médio castanho-escuras, bico curto amarelo-alaranjado e um anel orbital amarelo. O bico e o anel orbital tendem a escurecer um pouco no inverno. A fêmea adulta possui plumagem castanha, ventre malhado de castanho-claro, garganta e peito com malhas esbranquiçadas, patas castanho-escuras, bico amarelo-acastanhado e um anel orbital castanho. Os juvenis são semelhantes às fêmeas, mas possuem manchas pálidas na parte superior do corpo. Os tons de castanho da plumagem dos juvenis varia de indivíduo para indivíduo, sendo os mais escuros presumivelmente machos. A plumagem juvenil dura até à primeira muda, que ocorre entre agosto e outubro. Os jovens machos adquirem então uma plumagem semelhante à dos adultos, mas o seu bico é mais escuro, o anel orbital amarelo é mais esbatido e as asas quando dobradas são castanho-escuras. Os machos só adquirem a aparência adulta ao fim do primeiro ano de vida.

Na Europa, os machos podem ser confundidos com o melro-de-peito-branco (Turdus torquatus), mas este último possui um crescente branco no peito e as asas são ligeiramente prateadas, e são superficialmente semelhantes ao estorninho-comum (Sturnus vulgaris). No Sri Lanka, a subespécie T. m. kinsii é semelhante a uma espécie local, o Myophonus blighi, e ao tordo-unicolor (Turdus unicolor), nativo do subcontinente indiano. No entanto, o primeiro apresenta sempre azul na sua plumagem, e o segundo possui o ventre mais pálido. As fêmeas podem ser confundidas com o tordo-comum (Turdus philomelos), mas este último possui a parte inferior do corpo mais pálida e com malhas negras. Existem ainda algumas espécies do género Turdus, de aparência similar ao melro-preto, mas que vivem fora da sua área de distribuição geográfica, como por exemplo o Turdus chiguanco da América do Sul.

### Subespécies

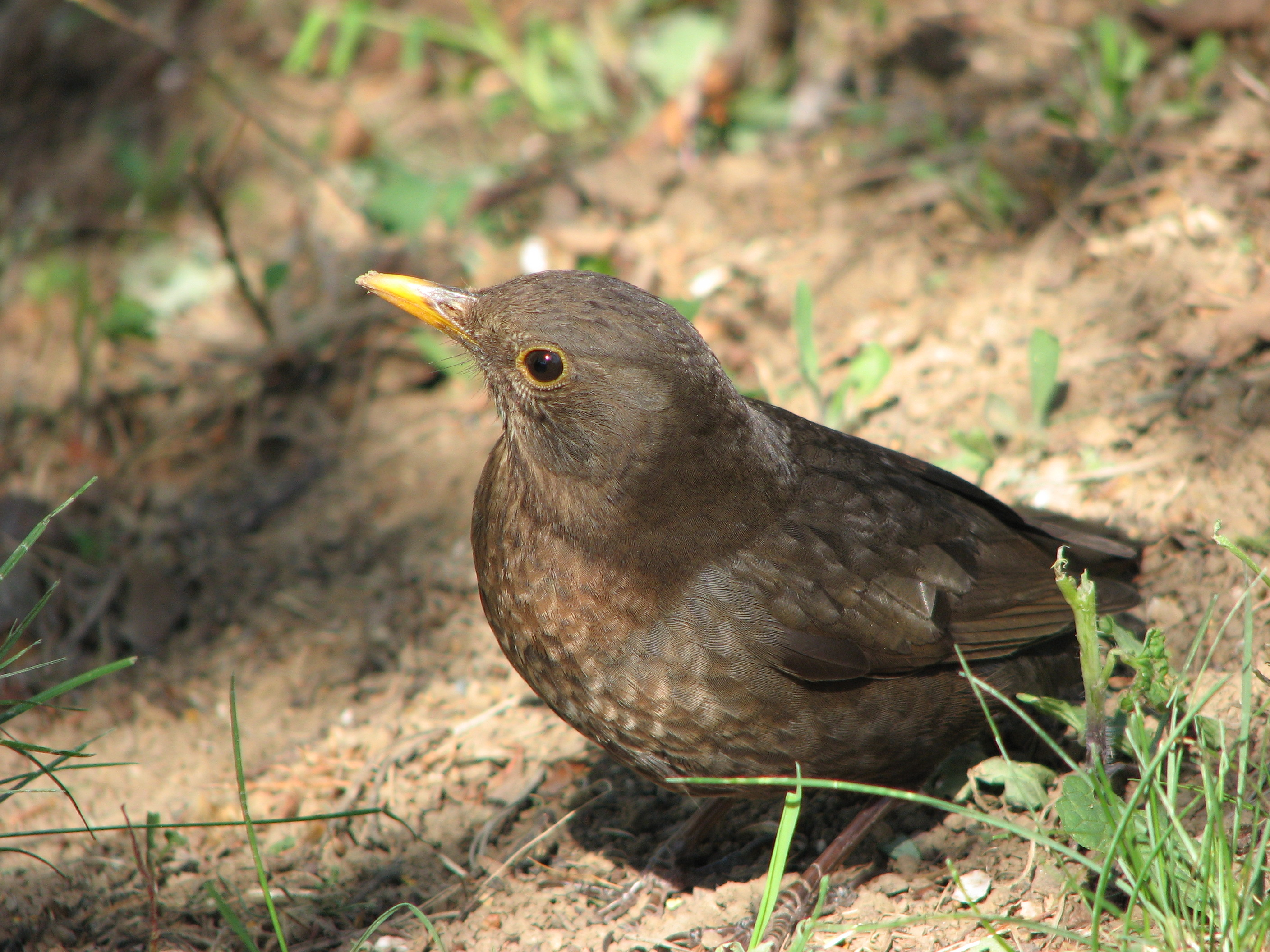
Juvenil de T. m. merula, República Checa.

Como seria de esperar numa espécie com uma área de distribuição tão vasta, existem numerosas subespécies de melro-preto geralmente aceites, algumas das quais são consideradas como espécies separadas por alguns autores. Este artigo segue o tratamento de Clement et al.
- T. m. merula, a subespécie nominal, reproduz-se comummente na maioria da Europa, desde a Islândia, as ilhas Feroe e as Ilhas Britânicas a oeste até aos Montes Urais a este, e até à latitude 70º N, onde é bastante menos comum. Uma pequena população reproduz-se no vale do Nilo. As aves do norte da Europa migram, invernando mais a sul do continente e ao redor do Mediterrâneo, incluindo o Chipre e o Norte de África. As aves introduzidas na Austrália e na Nova Zelândia descendem de indivíduos desta subespécie importados do Reino Unido.[3]
- T. m. azorensis, descrita por Ernst Hartert em 1905,[30] pequena subespécie residente nos Açores. A plumagem dos machos é mais escura e lustrosa do que a da subespécie nominal,[31] enquanto que a das fêmeas é castanha-fuliginosa.[32]
- T. m. cabrerae, descrita por Ernst Hartert em 1901,[33] e batizada em honra do zoólogo espanhol Ángel Cabrera, semelhante à T. m. azorensis, é residente na Madeira e no oeste das Canárias.[31]

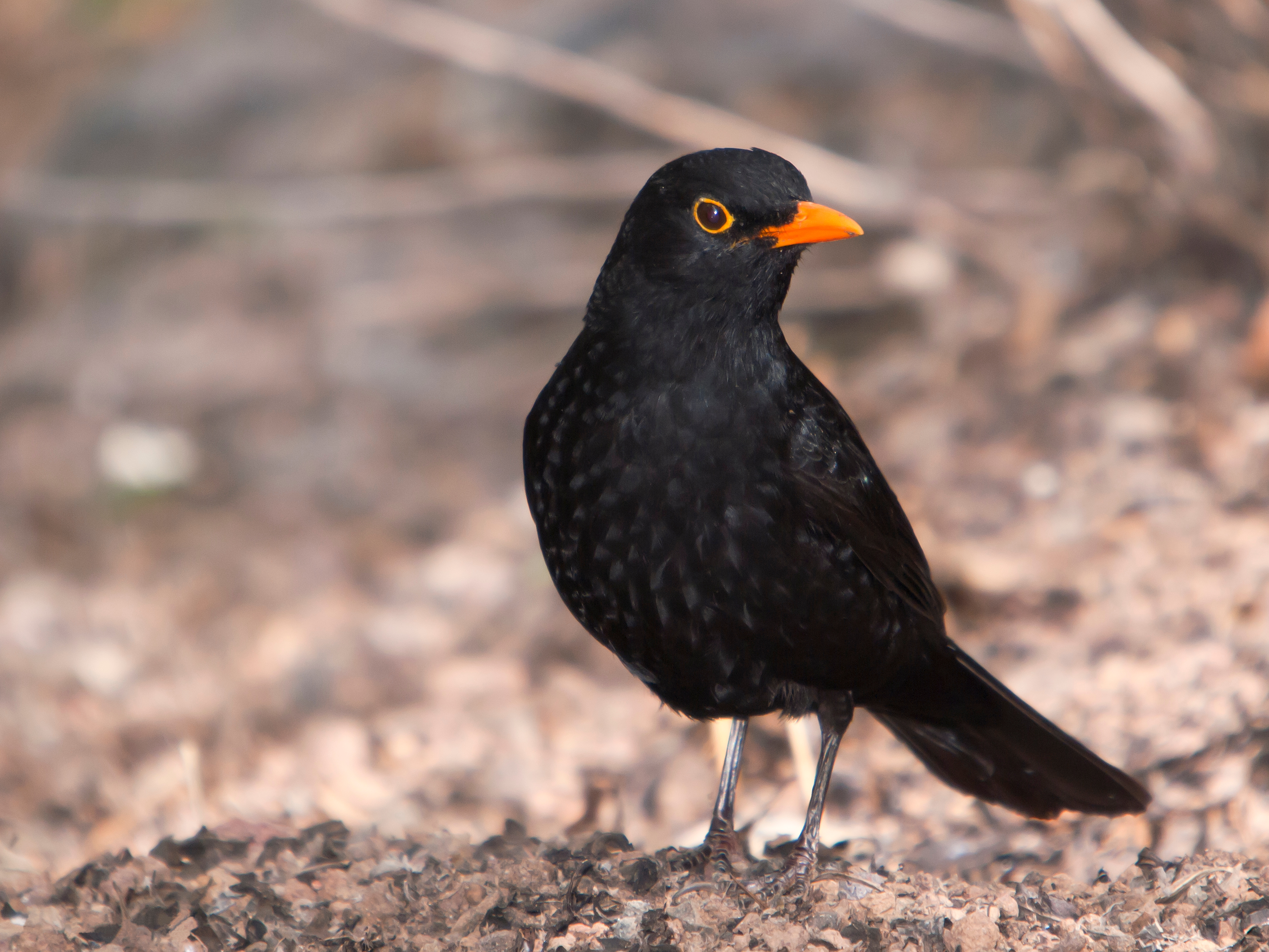
Macho adulto de T. m. cabrerae, Gran Canaria, Espanha.

- T. m. mauretanicus, pequena subespécie residente no norte e centro de Marrocos, na costa da Argélia e no norte da Tunísia. Os machos possuem plumagem mais escura e lustrosa do que a da subespécie nominal, enquanto que a das fêmeas é negro-acinzentada.[31]
- T. m. aterrimus, subespécie de menor porte que se reproduz na Hungria, sul e este da Grécia, Creta, norte da Turquia e norte do Irão; e inverna no sul da Turquia, norte do Egito, Iraque e sul do Irão. A plumagem dos machos é menos lustrosa e a das fêmeas mais pálida do que a da subespécie nominal.[31]
- T. m. syriacus, subespécie que se reproduz ao longo da costa mediterrânica desde o sul da Turquia até à Jordânia, Israel e norte do Sinai; é essencialmente residente, apesar de algumas aves migrarem para sudoeste ou oeste para invernarem no vale do Jordão e no delta do Nilo. Ambos os sexos desta subespécie apresentam uma plumagem mais escura e acinzentada do que os da subespécie nominal.[3]
- T. m. intermedius, grande subespécie asiática que se reproduz desde a Rússia central ao Tajiquistão, norte e oeste do Afeganistão e China oriental; é parcialmente residente, apesar de algumas aves serem migrantes altitudinais e invernarem no sul do Afeganistão e do Iraque.[3] A plumagem dos machos é negra-fuliginosa, enquanto que a das fêmeas é castanho-escura.[6]

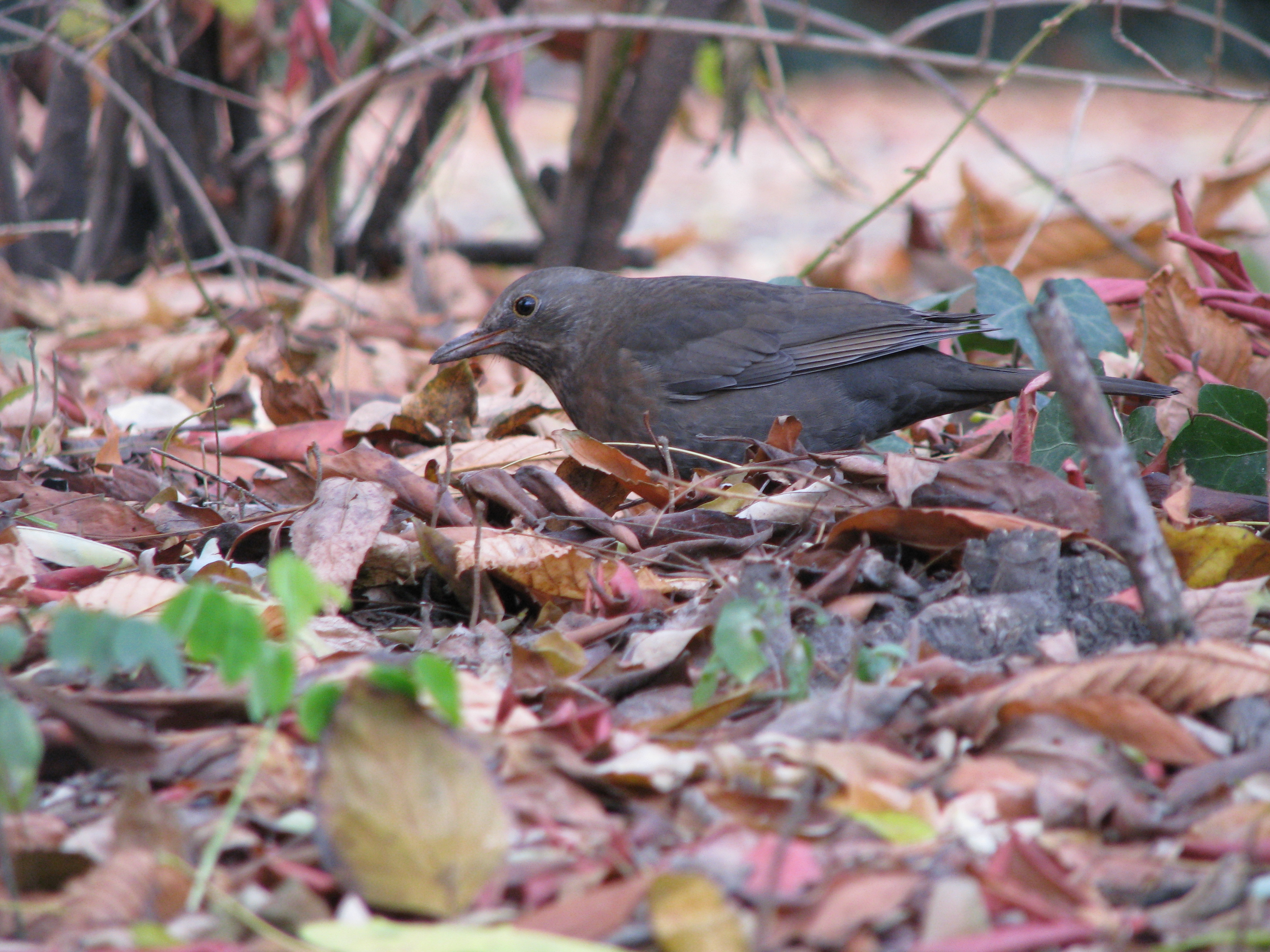
Macho juvenil, presumivelmente T. m. aterrimus, Hungria.

- T. m. maximus, grande subespécie de montanha encontrada no este do Afeganistão, Himalaias (entre os 3 200 e os 4 800 m), Siquim, Assam, sul do Tibete e oeste de Sichuan. É um migrante altitudinal, descendo no inverno até aos 2 100 m no sudeste do Tibete, mas nunca abaixo dos 3 000 m mais a ocidente. Os machos possuem plumagem negra, enquanto que a das fêmeas é de um castanho muito escuro.[28] É a única subespécie que não possui um anel orbital amarelo ou laranja.[23]
- T. m. mandarinus, grande subespécie[6] que se reproduz na maioria da China meridional, central e oriental;[34] é essencialmente residente, apesar de algumas aves migrarem para sul para invernarem em Hong Kong, Laos e Vietname. Os machos possuem plumagem negra-fuliginosa; as fêmeas são similares mas mais castanhas, e a parte inferior do seu corpo é mais pálida.[35]
- T. m. sowerbyi, batizada em honra do naturalista e ilustrador britânico James Sowerby, subespécie que se reproduz desde o este de Sichuan até Guizhou; é parcialmente residente, apesar de algumas aves invernarem no sul da China e norte da Indochina. É semelhante à T. m. mandarinus, mas é menor e a parte inferior do seu corpo é mais escura.[6]

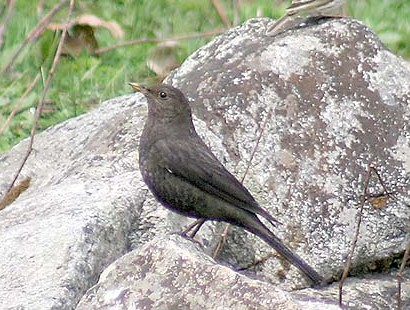
Fêmea adulta de T. m. maximus, Himachal Pradesh, Índia.

- T. m. nigropileus, subespécie residente na Índia, encontrada até aos 1 800 m nos Gates Ocidentais e no norte e centro dos Gates Orientais; apesar de residente, algumas aves migram mais para sul no inverno.[36] Os machos possuem plumagem cor de ardósia-acastanhada com um barrete escuro, enquanto que as fêmeas são castanhas e possuem a parte inferior do corpo mais pálida.[28] É de menor porte e possui um anel orbital amarelo mais largo do que a subespécie nominal.[23]
- T. m. spencei, batizada em honra do entomólogo britânico William Spence, subespécie residente nos Gates Orientais da Índia. É muito semelhante à T. m. nigropileus, mas possui um barrete escuro menos distintivo.[3] Dadas as incertezas sobre a validade desta subespécie, ela é muitas vezes incluída na T. m. nigropileus, com a qual coabita nos montes Nallamala.[23][36]
- T. m. simillimus, subespécie residente na Índia, comum nos montes em Kerala e Tamil Nadu. É semelhante à T. m. spencei, mas é mais escura.[3]
- T. m. bourdilloni, batizada em honra de Thomas Fulton Bourdillon, conservador de florestas indiano no então estado principesco de Travancore, subespécie residente comum acima dos 900 m nos montes do sul de Kerala e Tamil Nadu. É semelhante à T. m. simillimus, com o qual coabita nos montes Palni,[36] mas o macho possui plumagem cor de ardósia-acastanhada uniforme.[23]
- T. m. kinnisii, descrita por Edward Blyth em 1841 e batizada em honra de John Kinnis, cirurgião das forças militares britânicas no então Ceilão,[3] subespécie residente acima dos 900 m nos montes do Sri Lanka. Os machos possuem plumagem azul-acinzentada uniforme; as fêmeas são similares mas mais castanhas.[28] É semelhante em tamanho à T. m. nigropileus, mas o anel orbital é mais vermelho-alaranjado.

### Anomalias na plumagem

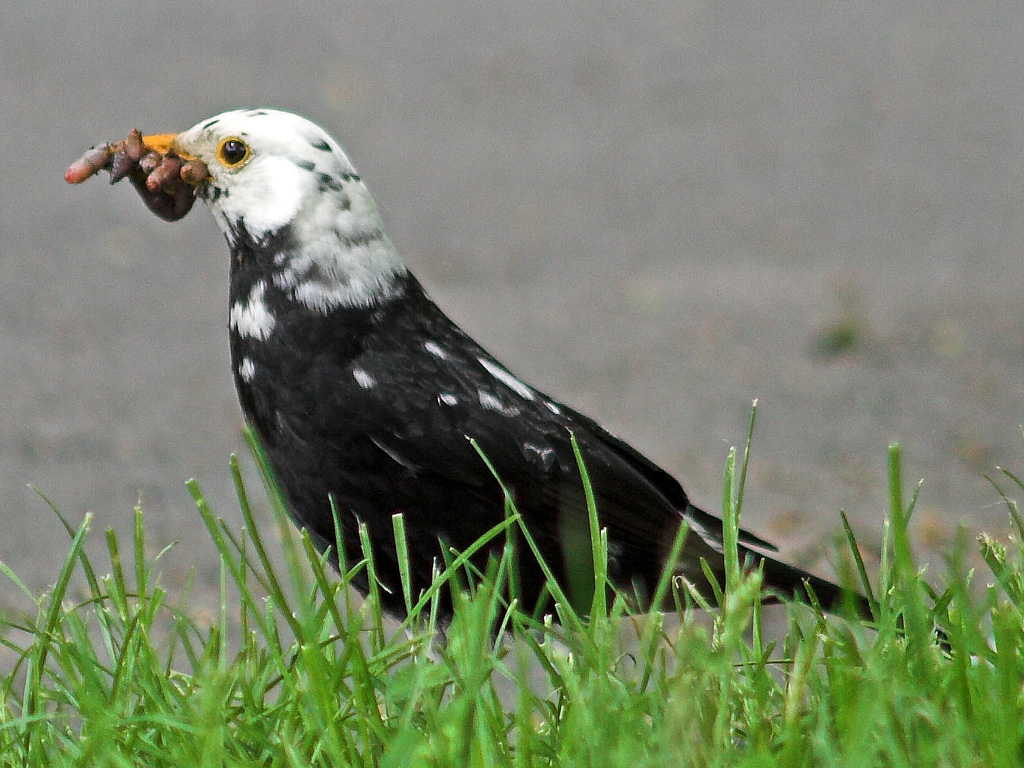
T. m. merula leucístico.

Embora a observação de anomalias na coloração da plumagem dos melros-pretos seja rara em termos absolutos, em termos relativos parece ser bastante mais comum nesta espécie do que em outras aves. Segundo observações realizadas na Grã-Bretanha, de entre todas as aves identificadas com anomalias na coloração, 29% pertencem ao género Turdus, especialmente melros-pretos, levando à ocorrência de melros-brancos. A existência de melros-brancos foi relatada no século XVIII pelo naturalista francês Georges de Buffon, entre outros.
As anomalias são caracterizadas por uma descoloração mais ou menos pronunciada da plumagem e das partes moles, mas são de natureza diversa e podem ir desde o albinismo total e verdadeiro a uma das diversas formas de albinismo parcial, como o leucismo e o esquizocromismo, que pode dificultar significativamente a identificação das aves. Enquanto que a causa do albinismo verdadeiro é puramente genética, outros fatores como envelhecimento, vitiligo ou carências nutricionais e vitamínicas podem ajudar a explicar as anomalias de pigmentação. O albinismo progressivo com a idade da ave, em particular, tem sido especialmente observado nos melros-pretos. Em casos hereditários as anomalias são constantes de uma muda para outra, mas o albinismo causado por fatores ambientais é muitas vezes reversível.

Os albinos verdadeiros são geralmente menos robustos do que os restantes indivíduos, e têm maiores chances de ser caçados por predadores por serem conspícuos, pelo que raramente sobrevivem por muito tempo e são raramente observados. Por outro lado, também tendem a ter menores chances de reprodução, pois são geralmente evitados pelas outras aves e têm dificuldade em encontrar um parceiro. Assim, a maioria dos melros-brancos que se podem observar atualmente, quer albinos verdadeiros quer não, são animais criados em cativeiro. Quanto às anomalias que ocorrem em aves selvagens, raramente representam mais de 1% do total de indivíduos, mas parecem ser mais frequentes em zonas urbanas.

### Canto e vocalizações

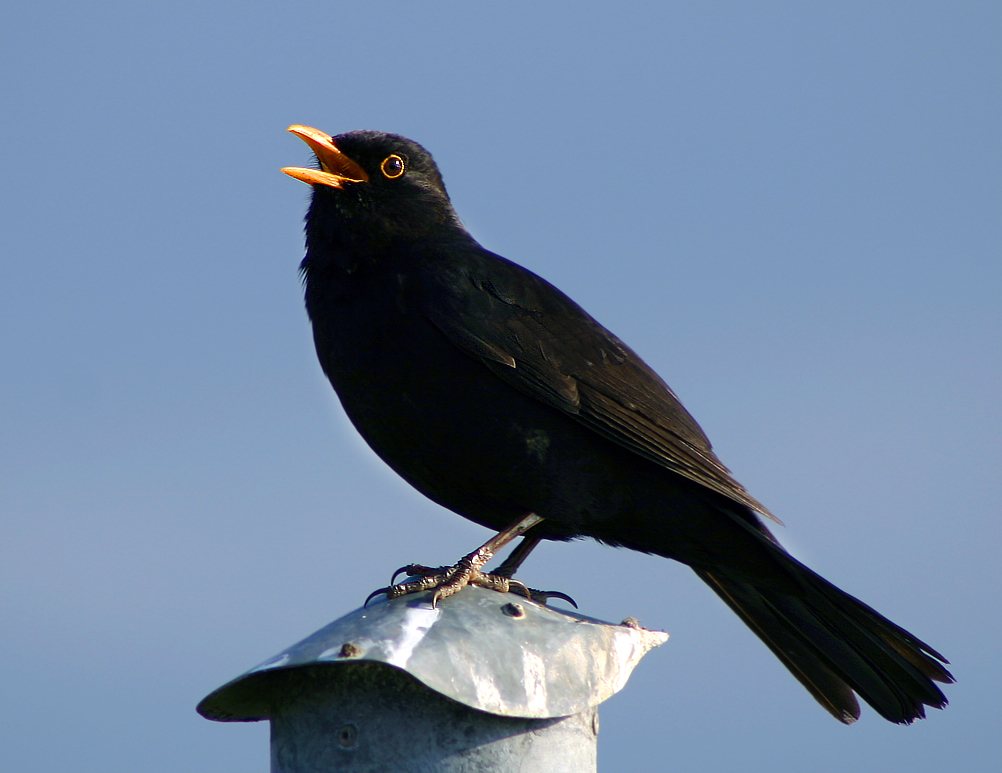
Macho adulto de T. m. merula cantando, Dinamarca.

Os jovens machos da espécie nominal podem começar a cantar no fim de janeiro, desde que haja bom tempo, com o objetivo de estabelecer um território, sendo seguidos pelos machos adultos no fim de março. O canto do macho é um gorjeio aflautado grave, melodioso e variado, frequentemente terminando com sons menos puros e por vezes um pouco arranhados. É dado a partir de árvores, telhados ou outros poleiros elevados, normalmente entre março e junho, mas por vezes até ao início de julho. Um estudo britânico mostra que o canto dura mais tempo se o macho estiver em boa forma física, e se a fêmea estiver num período de fertilidade máxima. O macho pode cantar a qualquer hora do dia, mas é ao amanhecer e ao anoitecer que o canto é mais intenso.
O melro-preto possui ainda várias outras vocalizações, incluindo um sriiii agressivo, um pouk-pouk-pouk de alarme para predadores terrestres como gatos, e numerosas vocalizações de tchink e tchouk-tchouk. Tal como outros pássaros, possui também um sriiiiii agudo de alarme para aves de rapina, pois o som é rapidamente atenuado pela vegetação, tornando a fonte difícil de detetar. Os machos territoriais invariavelmente emitem um tchink-tchink ao anoitecer numa tentativa (normalmente infrutífera) de dissuadir outros machos de procurarem poleiros para passar a noite no seu território.

Pelo menos duas das suas subespécies, T. m. merula e T. m. nigropileus, são capazes de imitar outras espécies de aves, gatos, humanos ou alarmes, mas isso é geralmente discreto e difícil de detetar. As grandes subespécies de montanha, especialmente a T. m. maximus, possuem canções relativamente pobres, com um repertório limitado quando comparado com as subespécies ocidentais, indianas e do Sri Lanka.

## Habitate migração

### Habitat

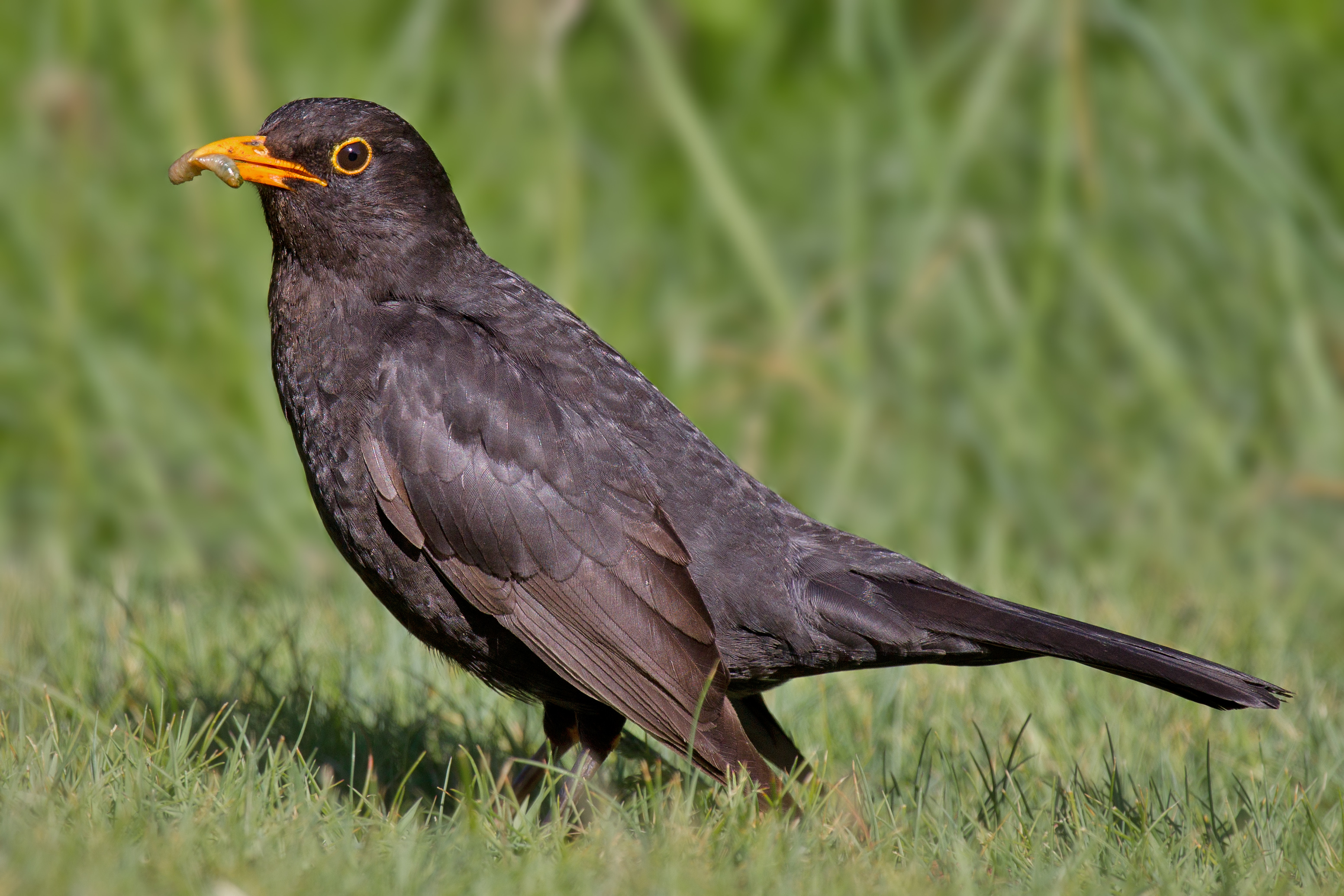
Jovem macho de T. m. merula, ainda com penas castanhas nas asas, Inglaterra.

Comum em zonas arborizadas na maioria da sua área de distribuição, o melro-preto tem preferência por florestas de folha caduca com vegetação rasteira densa, podendo também ser encontrado em zonas arbustivas, campos de cultivo, jardins ou parques, mesmo em zonas urbanas. Os jardins fornecem os melhores locais de nidificação, acomodando até 7,3 pares / ha, tendo as zonas arborizadas geralmente um décimo dessa densidade e os campos abertos ou demasiado urbanizados ainda menos. Tipicamente, esta espécie pode ser encontrada até aos 1 000 m de altitude na Europa, 2 300 m no Norte de África e 900–1 800 m na Índia e no Sri Lanka, mas a subespécie de montanha T. m. maximus, residente nos Himalaias, nidifica entre os 3 200 e os 4 800 m, nunca descendo abaixo dos 2 100 m mesmo durante o inverno. Na Europa, é frequentemente substituída pelo melro-de-peito-branco (Turdus torquatus) nas zonas de maior altitude.

### Migração

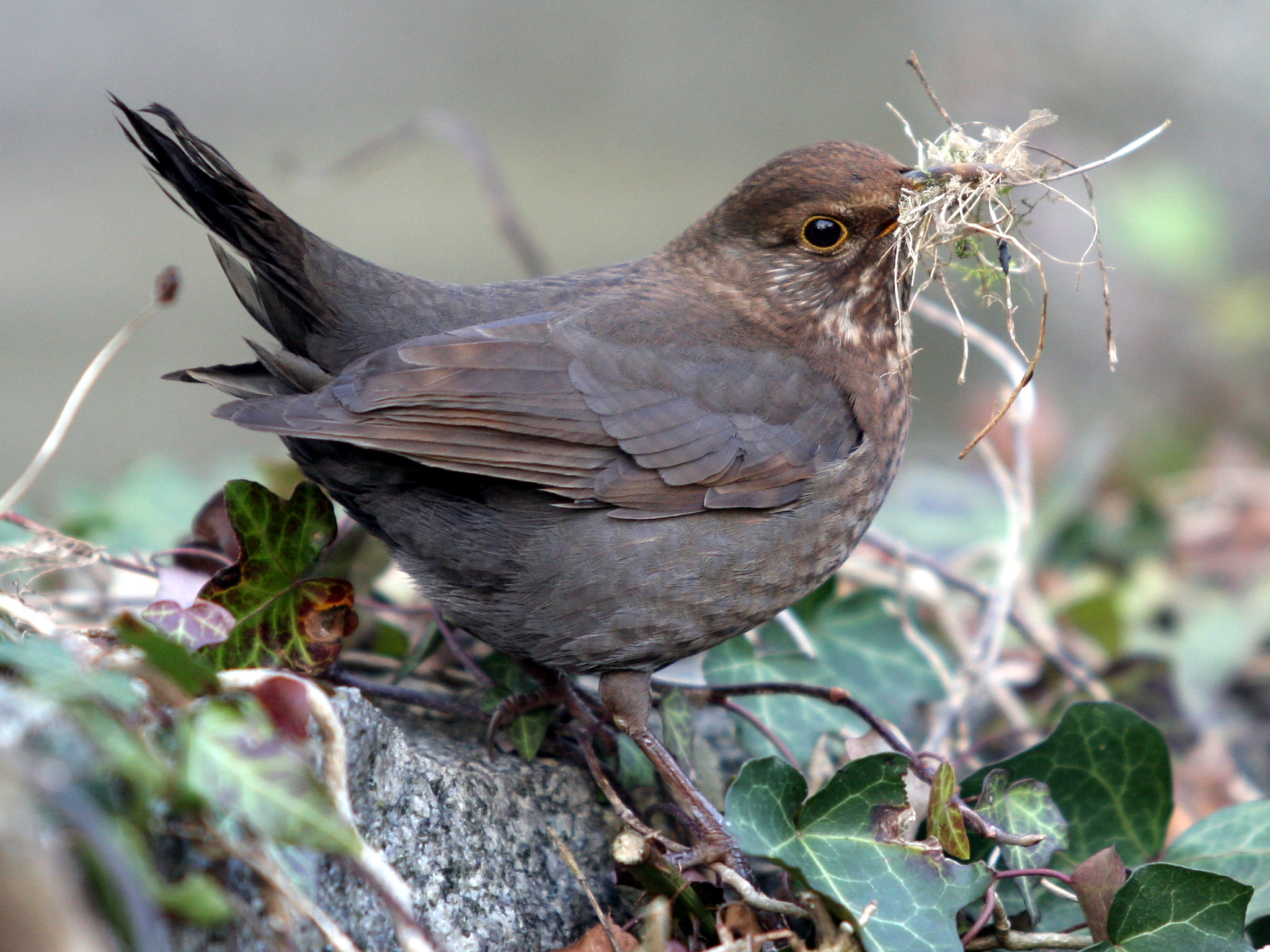
Fêmea adulta de T. m. merula recolhendo material para a construção do ninho, Alemanha.

O melro-preto nidifica nas zonas temperadas da Eurásia, no Norte de África, em algumas ilhas atlânticas (Açores, Madeira, Canárias) e na Ásia Meridional, e foi introduzido na Austrália e Nova Zelândia. Dependendo da latitude, esta espécie pode ser residente, migratória ou parcialmente migratória. As populações são residentes no sul e no oeste da sua área de distribuição, mas as aves do norte migram para sul até ao Norte de África e às zonas tropicais da Ásia durante o inverno. Os machos provenientes de zonas urbanas são mais propensos a invernar em climas mais frios do que machos provenientes de zonas rurais, uma adaptação tornada possível pelo microclima mais quente e pela maior abundância de alimento nas cidades, que permite às aves estabelecer territórios e iniciar o acasalamento mais cedo.
Desde que haja alimento disponível durante o inverno, tanto os machos como as fêmeas permanecerão no seu território durante todo o ano, embora ocupando zonas diferentes. Durante a migração os melros-pretos são mais sociáveis, viajando em pequenos bandos, geralmente de noite, e alimentando-se em grupos dispersos nos locais onde inverna. O voo de migração, que consiste de uma série de rápidas batidas de asa intercaladas com movimentos de planagem horizontal ou mergulhos, difere tanto do normal voo rápido e ágil desta espécie como dos mergulhos acentuados típicos de outros grandes turdídeos.

Como seria de esperar para uma espécie migratória tão amplamente distribuída, já foi observada fora da sua área de distribuição habitual na Eurásia, como no arquipélago de Svalbard, na ilha de Jan Mayen e no Japão. Os registos de aves observadas na América do Norte são normalmente atribuídos a aves fugidas ao cativeiro, como por exemplo a ave observada no Quebec em 1971; no entanto, uma ave observada em 1994 em Bonavista, Terra Nova, Canadá, foi aceite como uma ave genuinamente selvagem, pelo que a espécie consta da lista de aves da América do Norte da American Ornithologists' Union.

## Comportamento

### Alimentação

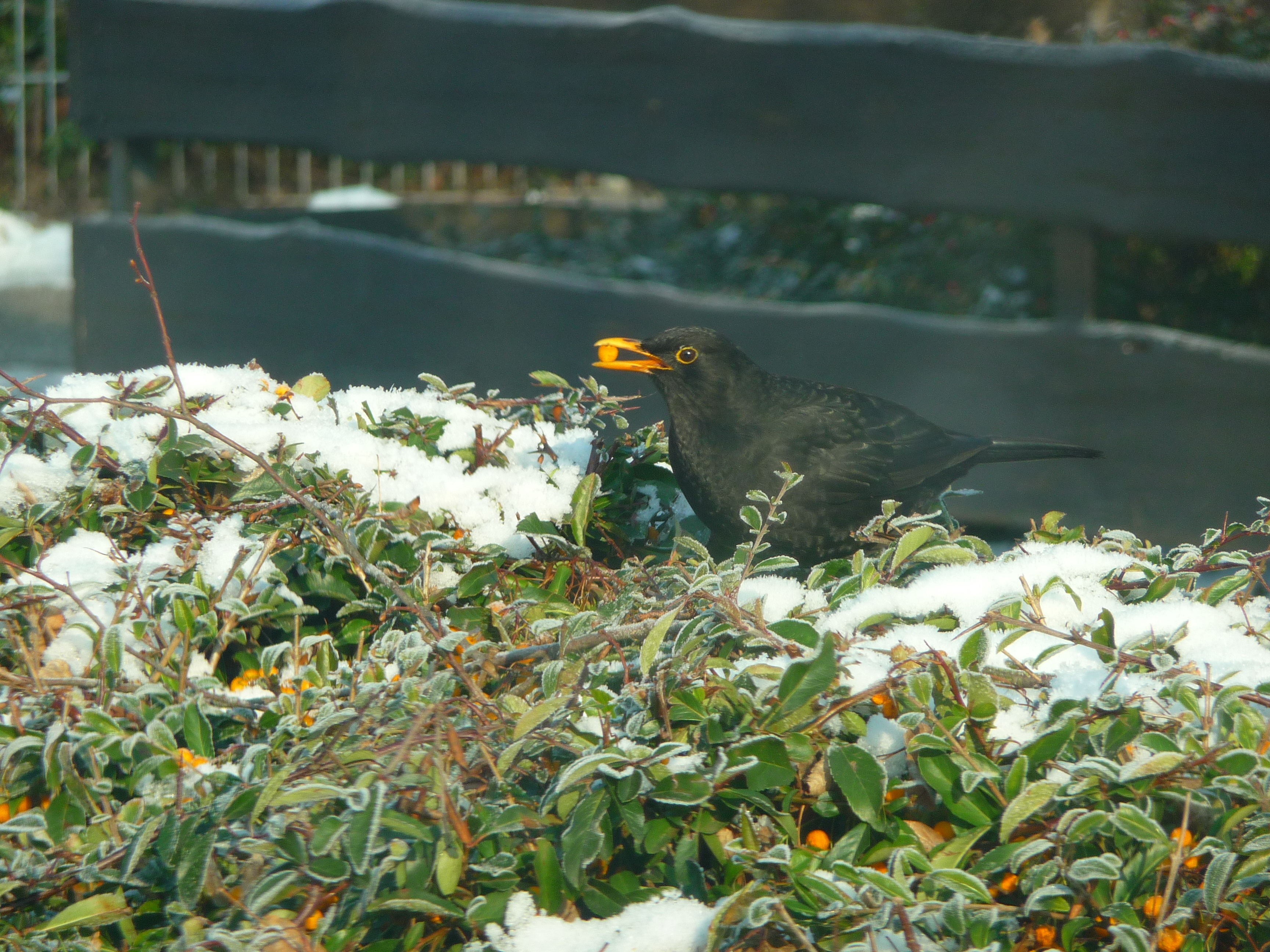
Macho adulto de T. m. merula alimentando-se de bagas num arbusto.

O melro-preto é omnívoro, consumindo uma grande variedade de insetos, vermes, bagas e drupas. A caça é predominante, sendo particularmente importante durante a época de nidificação, com as bagas e as drupas a serem mais consumidas durante o outono e o inverno. Alimenta-se sobretudo no solo, correndo e pulando, progredindo aos trancos e barrancos, com a cabeça inclinada para um dos lados. Caça principalmente com a visão mas também pode usar a audição, pesquisando o húmus em busca de minhocas e fazendo-as sair das suas tocas com o bico, e revirando folhas em decomposição de forma barulhenta e demonstrativa em busca de outros invertebrados. Ocasionalmente, pode ainda caçar pequenos vertebrados como girinos e pequenos sapos ou lagartos.

Apesar de se alimentar sobretudo no solo, esta espécie também se empoleira em arbustos para recolher bagas e drupas, e apanhar lagartas e outros insetos. O tipo de drupas consumidas depende do que estiver disponível localmente, e frequentemente inclui espécies exóticas presentes em jardins ou pomares. Na Europa temperada, alimenta-se de bagas de alfeneiro, de sabugueiro e de várias espécies dos géneros Hippophae, Cornus e Rubus, entre outras. Durante o inverno, fazem parte da sua dieta bagas de azevinho, de hera e de várias espécies dos géneros Crataegus, Viscum e Sorbus. Mais a sul, podem também alimentar-se de bagas de murta e de espécies do género Celtis, de azeitonas e de uvas. No norte da Índia, os frutos da figueira-de-bengala (Ficus benghalensis) e de várias espécies do género Morus são frequentemente consumidos, com as sementes de espécies do género Erythrina e bagas de espécies do género Trema a fazerem parte do seu regime mais a sul.
Tal como outros melros e tordos, esta espécie regurgita pequenas bolas contendo as sementes após a partes moles terem sido digeridas.

### Territorialismo

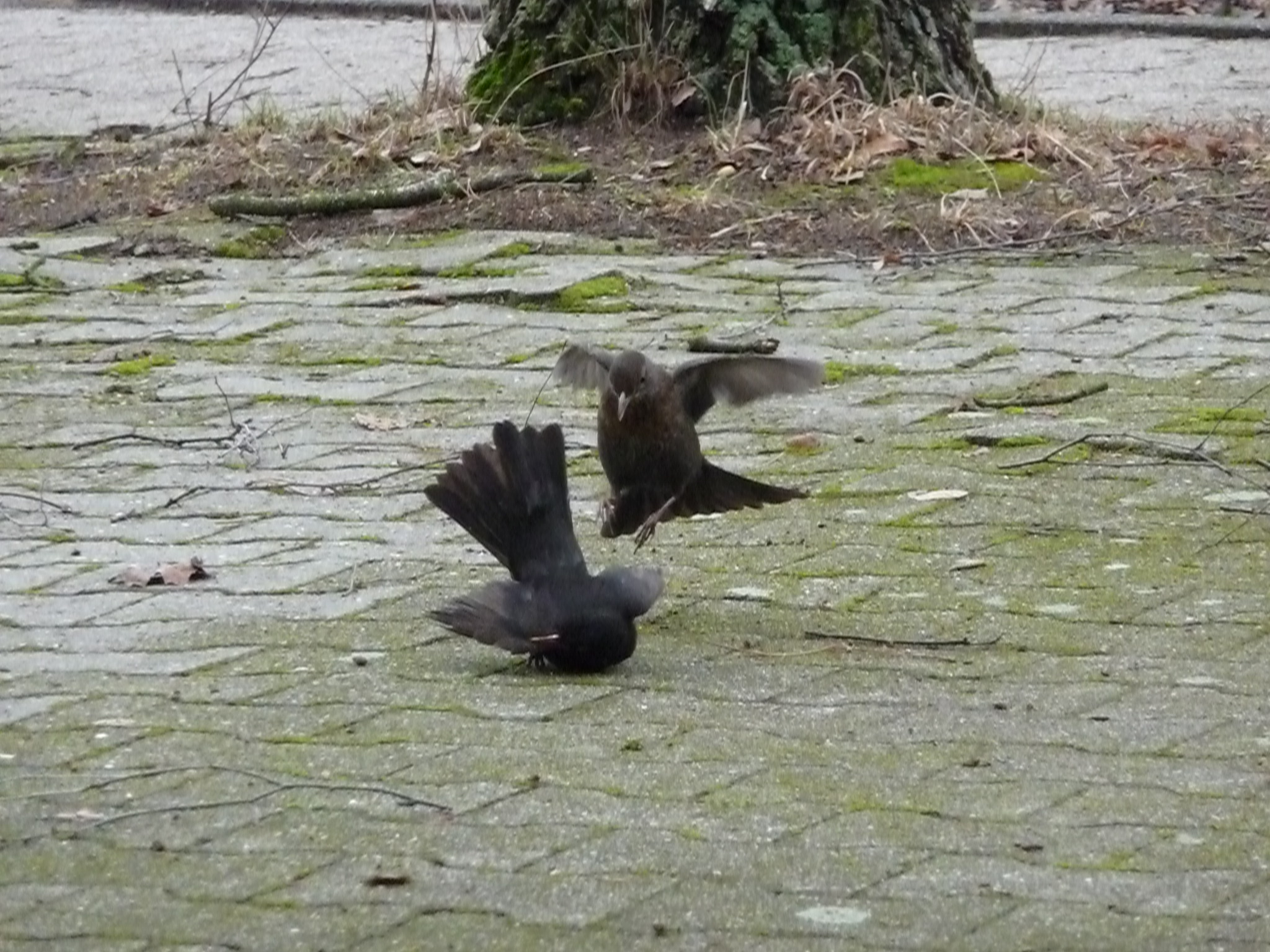
Uma fêmea brigando com um macho.

O melro-preto não é gregário, exibindo um comportamento territorial nos locais de nidificação. Os machos estabelecem o seu território durante o primeiro ano de vida, e defendem-no por toda a vida. Durante a época de nidificação o macho defende o seu território afugentando outros machos ou utilizando uma exibição de ameaça, que consiste numa pequena corrida, primeiro levantando a cabeça e depois baixando-a em simultâneo com a cauda. Se efetivamente ocorrer uma briga entre dois machos, eles se enfrentam pairando a poucos centímetros do solo, gritando e esticando as pernas em direção ao oponente. Estas lutas são geralmente curtas, mais demonstrativas do que violentas, e o intruso é rapidamente afugentado. A fêmea também é agressiva na primavera, quando compete com outras fêmeas por um bom território de nidificação ou parceiro, e embora brigas entre fêmeas sejam menos frequentes, tendem a ser mais violentas. Fora da época de nidificação, pequenos grupos de melros-pretos podem compartilhar fontes abundantes de alimento e locais de empoleiramento para passar a noite, mas mesmo nestes casos há pouca interação entre os indivíduos.

A aparência do bico parece ser importante nas interações entre os melros-pretos. Um estudo neozelandês mostra que um macho defendendo o seu território reage mais agressivamente a intrusos com bico cor-de-laranja de que com bico amarelo, e menos a indivíduos com o bico castanho, típico dos machos juvenis. Por outro lado, as fêmeas são relativamente indiferentes à cor do bico, mas são sensíveis à reflexão de radiação ultravioleta no mesmo.

### Reprodução

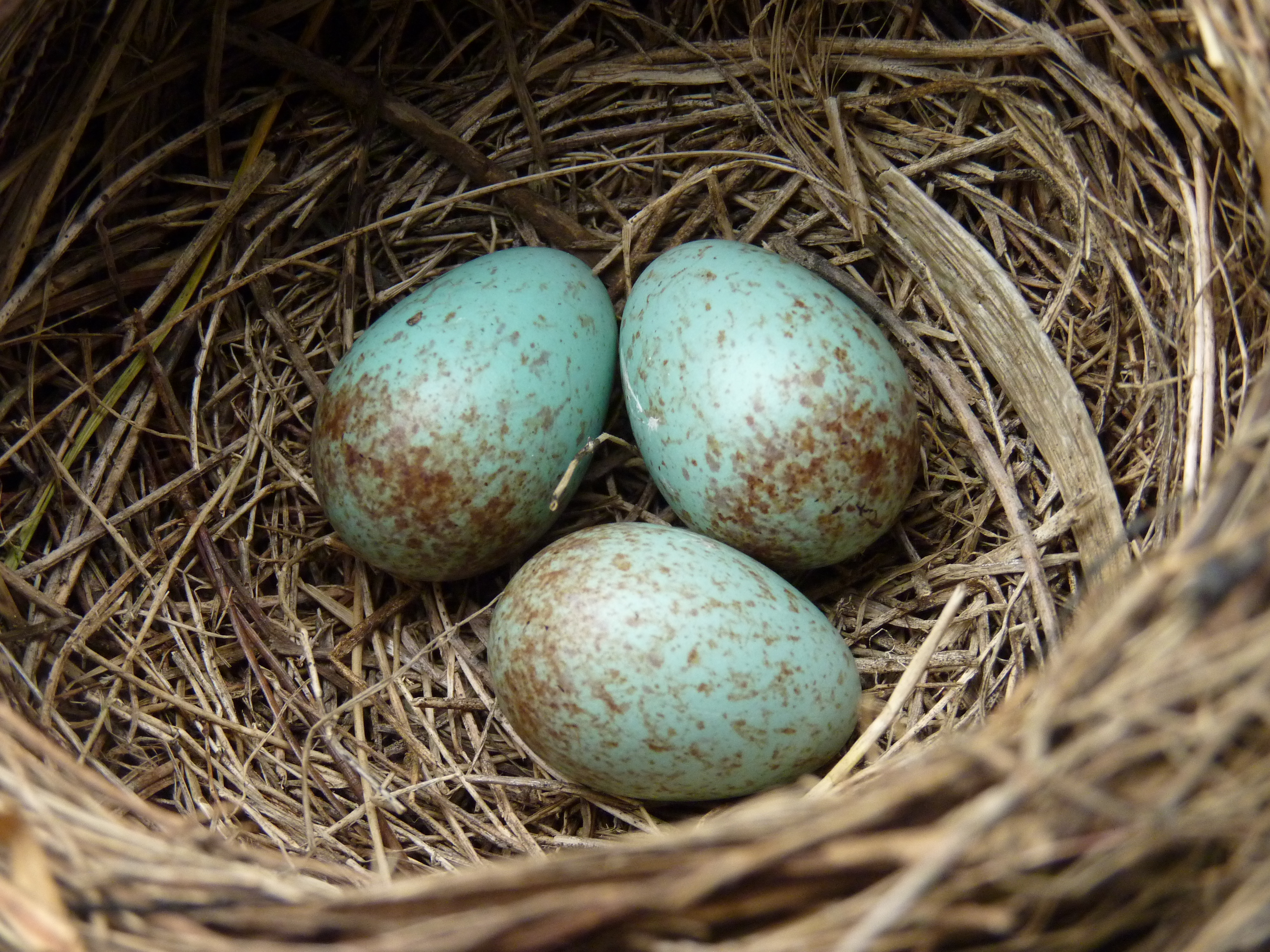
Ninho com três ovos.

A subespécie nominal T. m. merula pode iniciar o acasalamento em março, mas as subespécies orientais e indianas começam pelo menos um mês mais tarde, e as aves introduzidas na Austrália e na Nova Zelândia apenas em Agosto. O melro-preto macho atrai a fêmea com uma exibição de corte, que consiste de corridas oblíquas combinadas com vénias, o bico aberto e uma canção grave "estrangulada". A fêmea permanece imóvel até levantar a cabeça e a cauda para permitir a cópula.
O casal procura então um local adequado para o ninho numa trepadeira ou arbusto, geralmente a cerca de 2 m do solo, dando preferência a espécies espinhosas ou de folha persistente como a hera, o azevinho e espécies dos géneros Crataegus, Lonicera e Pyracantha, embora o ninho possa também ser instalado na forquilha de um galho de árvore. Embora o macho possa ajudar na construção do ninho, principalmente no transporte de materiais de construção, é a fêmea que constrói sozinha um ninho em forma de taça com ervas ou pequenos galhos, geralmente forrado com lama. Cada postura possui habitualmente três a cinco (normalmente quatro) ovos verde-azulados salpicados com pequenas manchas vermelho-acastanhadas, sobretudo do lado mais largo. As posturas em zonas arborizadas tendem a ter maior número de ovos do que em zonas urbanas. Os ovos da subespécie nominal têm um tamanho médio de 2,9 x 2,1 cm e um peso médio de 7,2 g, dos quais 6% correspondem à casca; os ovos das subespécies residentes no sul da Índia são mais claros do que os das restantes subespécies.

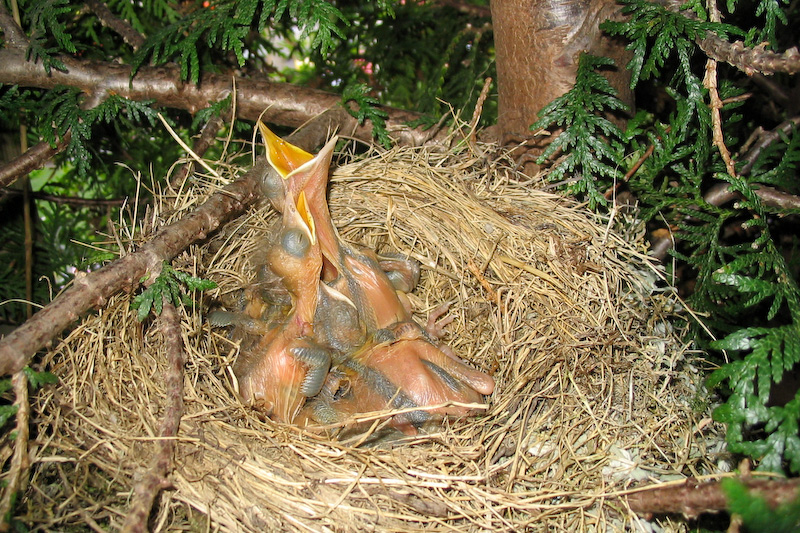
Crias de T. m. merula no nicho.

A incubação é feita unicamente pela fêmea e dura geralmente de 12 a 14 dias. As crias recém-eclodidas são altriciais, necessitando de 10 a 19 dias (em média 13,6) para abandonar o ninho, com ambos os progenitores a participar na sua alimentação e na remoção dos sacos fecais. O peso ganho pelas crias durante os primeiros oito dias de vida é fundamental para a sua sobrevivência, pois crias que não alcancem os 35-45 g durante esse período têm poucas hipóteses de sobreviver. As crias não sabem voar quando abandonam o ninho, rastejando/saltando para fora deste e batendo as asas até chegar ao solo, e procurando cobertura na vegetação próxima. Se o ninho for perturbado, podem abandoná-lo nove dias apenas após a eclosão, uma importante adaptação contra eventuais predadores. Os progenitores continuam a alimentar os juvenis, que seguem os adultos implorando por comida, até três semanas após estes abandonarem o ninho. Se a fêmea começar a construir outro ninho, o macho alimentará os juvenis sozinho. Durante esse período eles aprendem a escolher os seus alimentos, e uma semana após abandonarem o ninho já são capazes de voar. Ao fim de três semanas os juvenis são independentes, e abandonam voluntariamente o território do progenitor pouco depois apesar deste não os afugentar, atingindo o estado adulto ao fim de ano de vida.

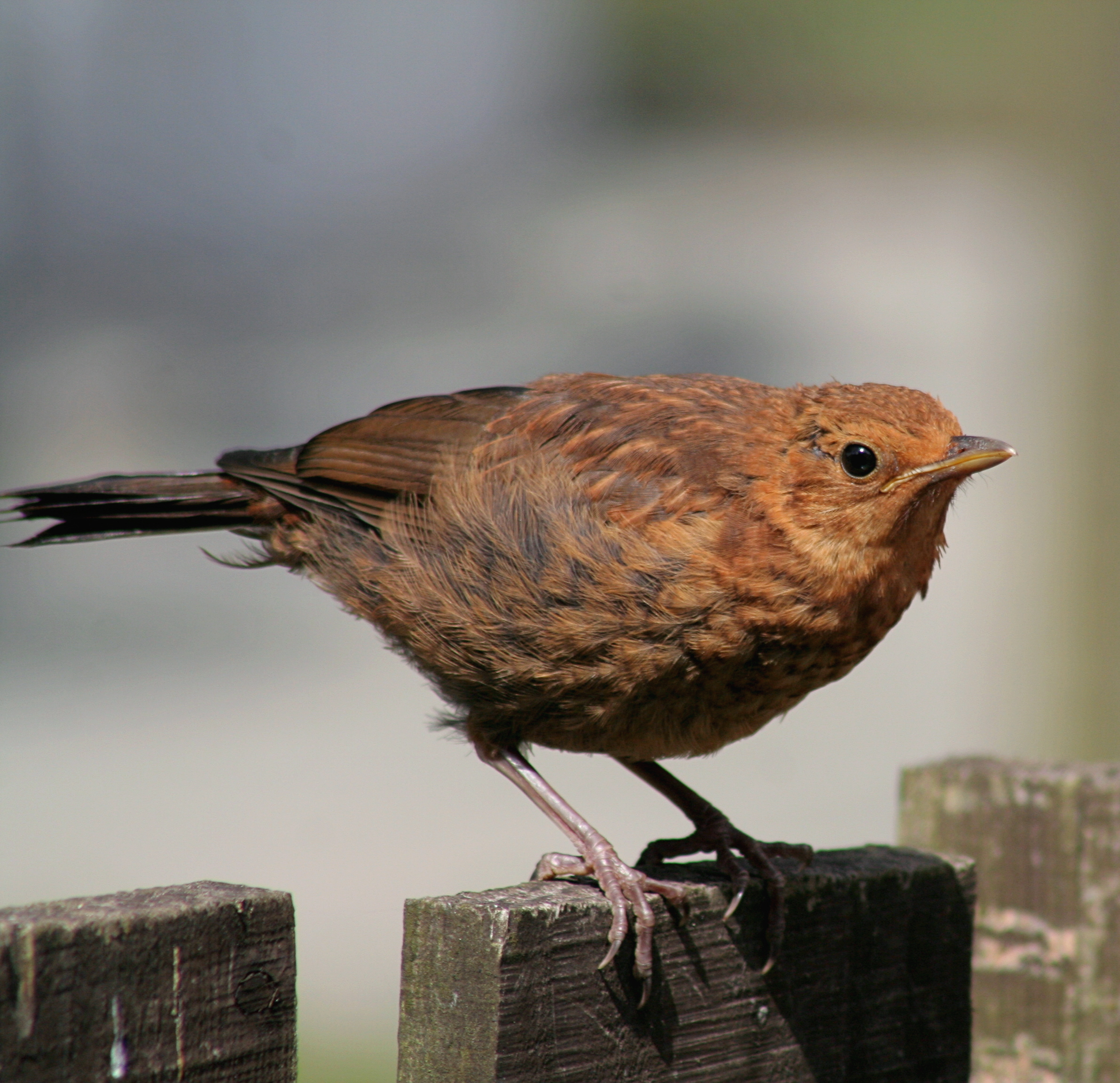
Juvenil de T. m. merula, Dornoch, Escócia.

Segundas ninhadas são comuns, com o mesmo ninho sendo utilizando para a segunda ninhada se a primeira foi bem-sucedida, sendo possíveis até cinco ninhadas por estação se as condições atmosféricas forem excecionalmente boas.
A subespécie asiática de montanha T. m. maximus têm uma época de nidificação mais curta, e apenas produz uma ninhada por ano. A fêmea também põe menos ovos (dois a quatro, em média 2,86), mas de maiores dimensões do que os da subespécie nominal, e enquanto o período de incubação é ligeiramente mais curto (12 a 13 dias), as crias necessitam de mais tempo (16 a 18 dias) para abandonar o ninho.
A perda de ovos durante a incubação e a taxa de mortalidade entre as crias são consideráveis, pelo que apenas são produzidos juvenis em 30-40% das ninhadas, e embora as posturas em zonas urbanas tendam a ter um menor número de ovos, produzem mais juvenis por ninho do que nas zonas rurais. A taxa de sobrevivência entre os juvenis é de 56% durante o primeiro ano de vida e de 65% para os adultos. Embora haja registos de indivíduos com mais de 21 anos de idade, a esperança média de vida de um melro-preto adulto é de 5 anos.

Geralmente, os casais são fiéis e permanecem juntos enquanto ambos sobreviverem, mas são observadas taxas de separação na ordem dos 20% na sequência de uma época de nidificação com baixa taxa de sucesso, e existem estudos que mostram que até 17% das crias não pertencem ao seu suposto pai, tornando esta espécie geneticamente poligâmica apesar de socialmente monogâmica.

## Ameaças naturais

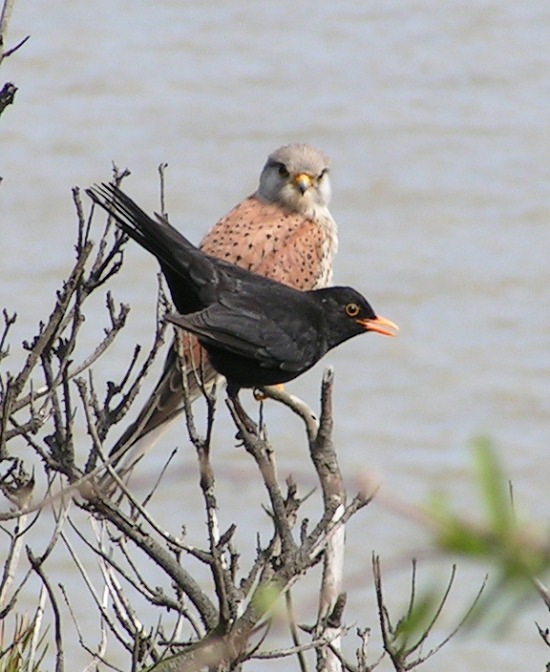
Um macho tentando distrair um peneireiro-vulgar (Falco tinnunculus) próximo do seu ninho.

### Predadores
O melro-preto é muito vulnerável à predação, visto que passa muito do seu tempo no solo em busca de alimento e patrulhando o seu território. Junto a habitações humanas o principal predador desta espécie é o gato doméstico (Felis silvestris catus); noutros locais, as raposas e as aves de rapina, como as do género Accipiter, caçam os melros-pretos se a oportunidade se proporcionar, e corvídeos como a pega-rabilonga (Pica pica) e o gaio-comum (Garrulus glandarius) caçam tanto os adultos como os seus ovos e crias. No entanto, frequentemente produz três ninhadas por estação, pelo que a predação não tem um impacto significativo sobre o tamanho das populações, embora um estudo britânico mostre que 89% das ninhadas mal-sucedidas se deva à predação.
O melro-preto é uma das espécies conhecidas por possuir sono de ondas lentas uni-hemisférico, o que significa que apenas um dos hemisférios cerebrais está efetivamente a dormir, enquanto um EEG de baixa voltagem, característico do estado de vigília, está presente no outro. O benefício disto é que ave pode descansar em áreas com alta incidência de predação ou durante longos voos migratórios, mas ainda reter um certo grau de alerta.

### Parasitas

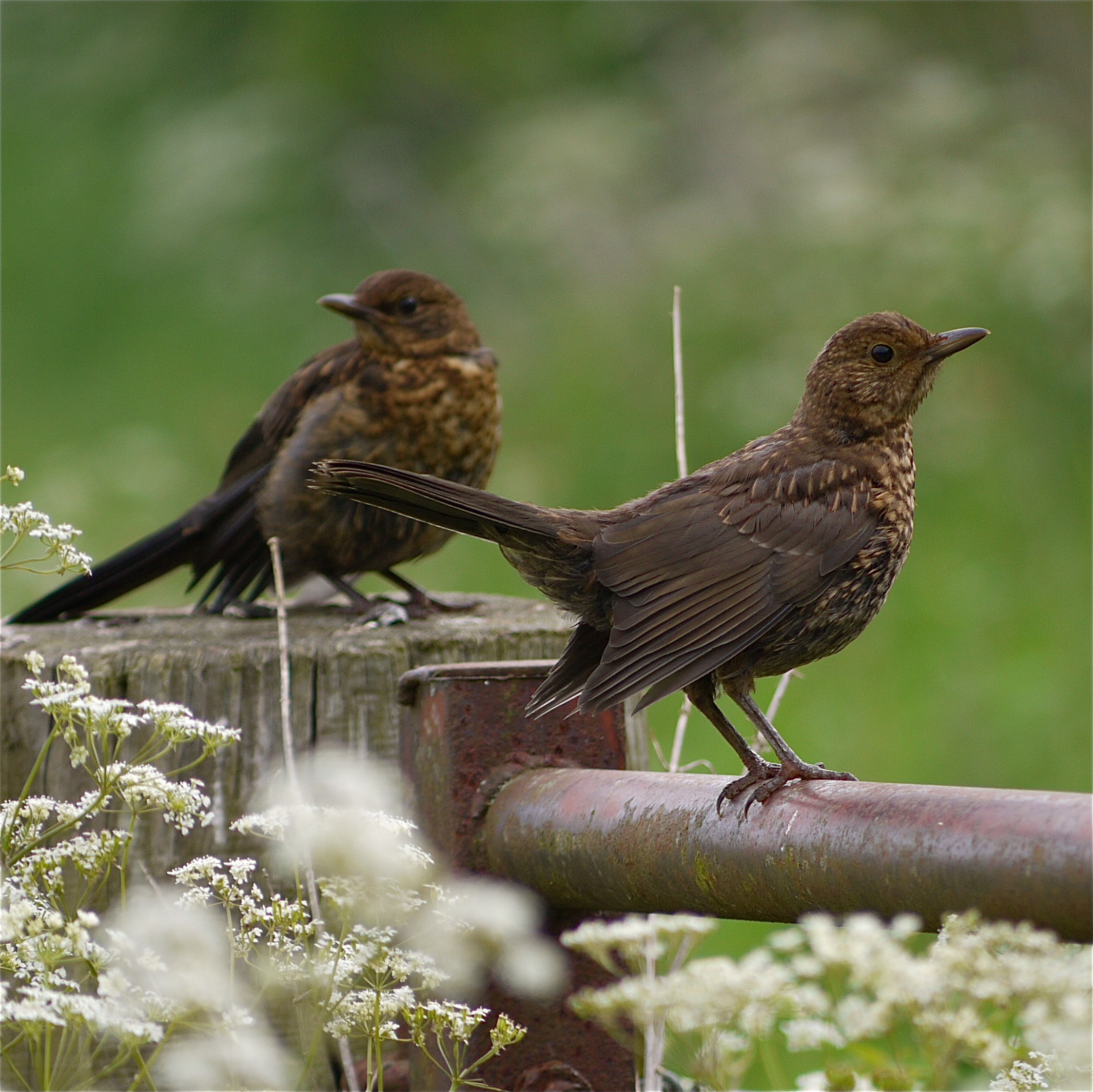
Juvenis de T. m. merula, Reino Unido.

Tal como acontece com outros pássaros, os parasitas são comuns nesta espécie. Estudos mostram que 88% dos melros-pretos apresentam parasitas intestinais, predominantemente dos géneros Isospora e Capillaria, e que mais de 80% possuem hematozoários (géneros Leucocytozoon, Plasmodium, Haemoproteus e Trypanosoma). Os melros-pretos passam muito do seu tempo em busca de alimento no solo, onde são infestados por carraças, que normalmente se fixam na cabeça das aves. Em França, um estudo revelou que 74% dos melros-pretos rurais estavam infestados com carraças do género Ixodes, contra apenas 2% das aves urbanas. Isto deve-se em parte ao facto de ser mais difícil para as carraças encontrarem outro hospedeiro em relvados e jardins em zonas urbanas do que em áreas rurais, mas também ao facto de ser provável que as carraças sejam mais comuns nas zonas rurais, onde são mais numerosos os hospedeiros de pelo longo, como as raposas, os veados e os javalis. Apesar das carraças do género Ixodes puderem transmitir vírus e bactérias patogénicas, e serem conhecidas por transmitir bactérias do género Borrelia às aves, não existem provas de que isso afete a saúde dos melros-pretos, exceto quando estão exaustos e enfraquecidos após a migração. No entanto, esta espécie é capaz de transmitir as bactérias do género Borrelia às carraças, servindo assim de reservatório para a bactéria.

Ocasionalmente, esta espécie é alvo de parasitismo de ninhada por parte de cucos como o cuco-canoro (Cuculus canorus), mas isso não é significativo pois o melro-preto é capaz de reconhecer tanto o adulto como os ovos não miméticos dessa espécie parasita. Um estudo neozelandês revelou que os melros-pretos introduzidos durante a década de 1860 na Nova Zelândia, onde os cucos não ocorrem, perderam a capacidade de reconhecer os cucos-canoros adultos, mas continuam a rejeitar os seus ovos não miméticos.

## Estado de conservação

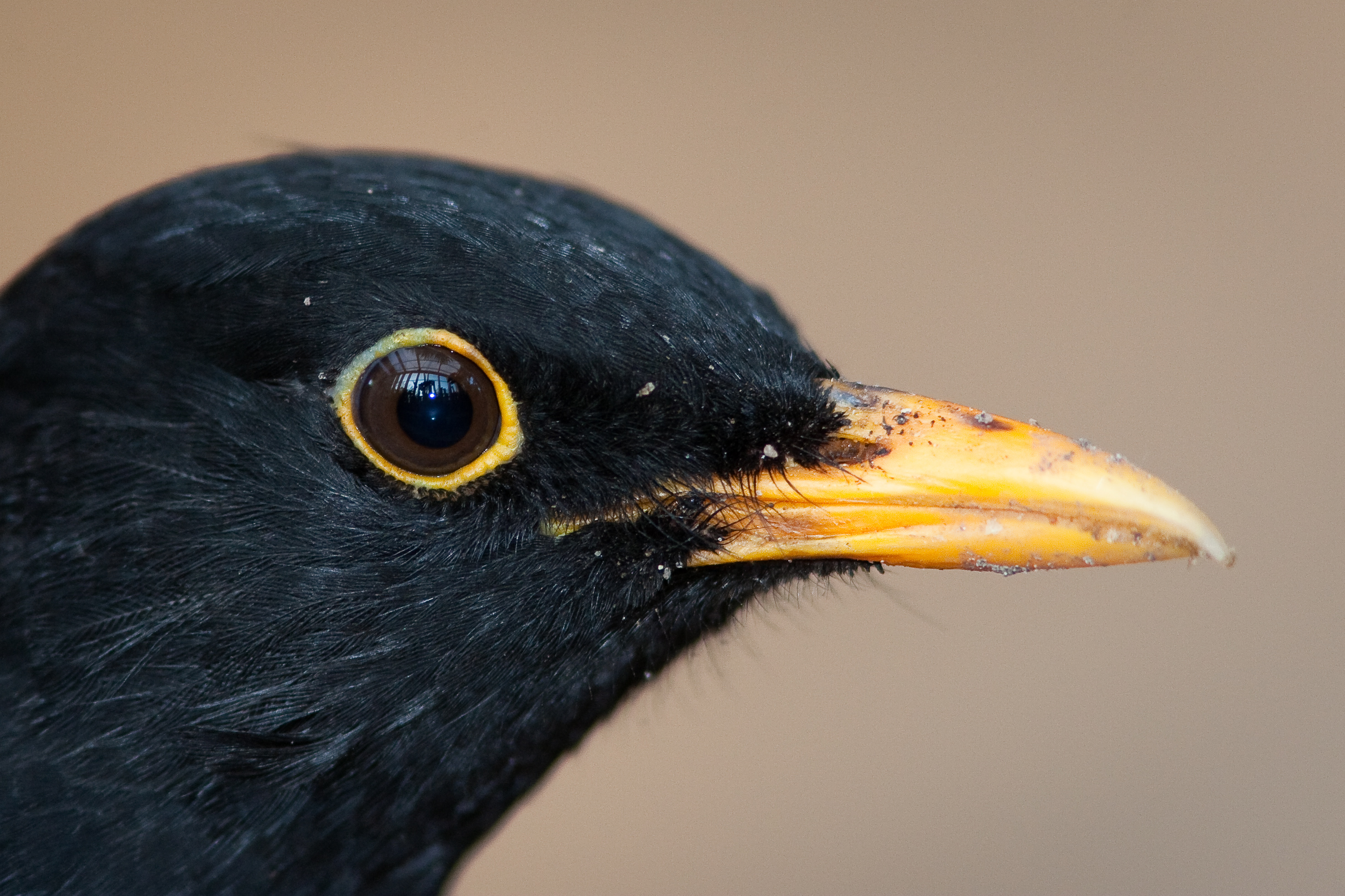
Macho de T. m. merula em Dierenpark, Amersfoort, Países Baixos.

O melro-preto tem uma área de distribuição geográfica estimada de 13,9 milhões de km², e possui uma população global estimada de 150-500 milhões de indivíduos, incluindo mais de 40 milhões de pares na Europa. A tendência global da população é desconhecida, mas existem indícios de flutuações locais. No entanto, não se considera que a espécie se encontre em declínio segundo os critérios definidos pela União Internacional para a Conservação da Natureza e dos Recursos Naturais (IUCN). Por esses motivos, foi avaliada como Pouco preocupante na Lista Vermelha da IUCN de 2009, e não tem estatuto especial ao abrigo da Convenção sobre o Comércio Internacional das Espécies da Fauna e da Flora Silvestres Ameaçadas de Extinção (CITES), que regula o comércio internacional de espécimes de plantas e animais selvagens.

De um modo geral, as populações do paleártico ocidental estão estáveis ou em crescimento, mas registaram-se declínios locais ao longo das últimas décadas, especialmente em zonas agrícolas, possivelmente devido a políticas agrárias que encorajaram os agricultores a remover sebes, que fornecem locais para os ninhos, e a drenar pastagens húmidas e aumentar o uso de pesticidas, provocando a diminuição do número de invertebrados de que esta espécie se alimenta. Na Europa, a população de melros-pretos regista uma tendência ligeiramente crescente desde a década de 1990, particularmente na Alemanha, na França e na Itália, e no Reino Unido registou-se uma recuperação assinalável durante a última década, após uma queda de cerca de 25% entre as décadas de 1970 e 1990, tendo o seu estado de conservação sido revisto de Âmbar (nível médio de preocupação) para Verde (nível baixo de preocupação) em 2002. Em Portugal, está classificada como Pouco preocupante.

### Espécie introduzida

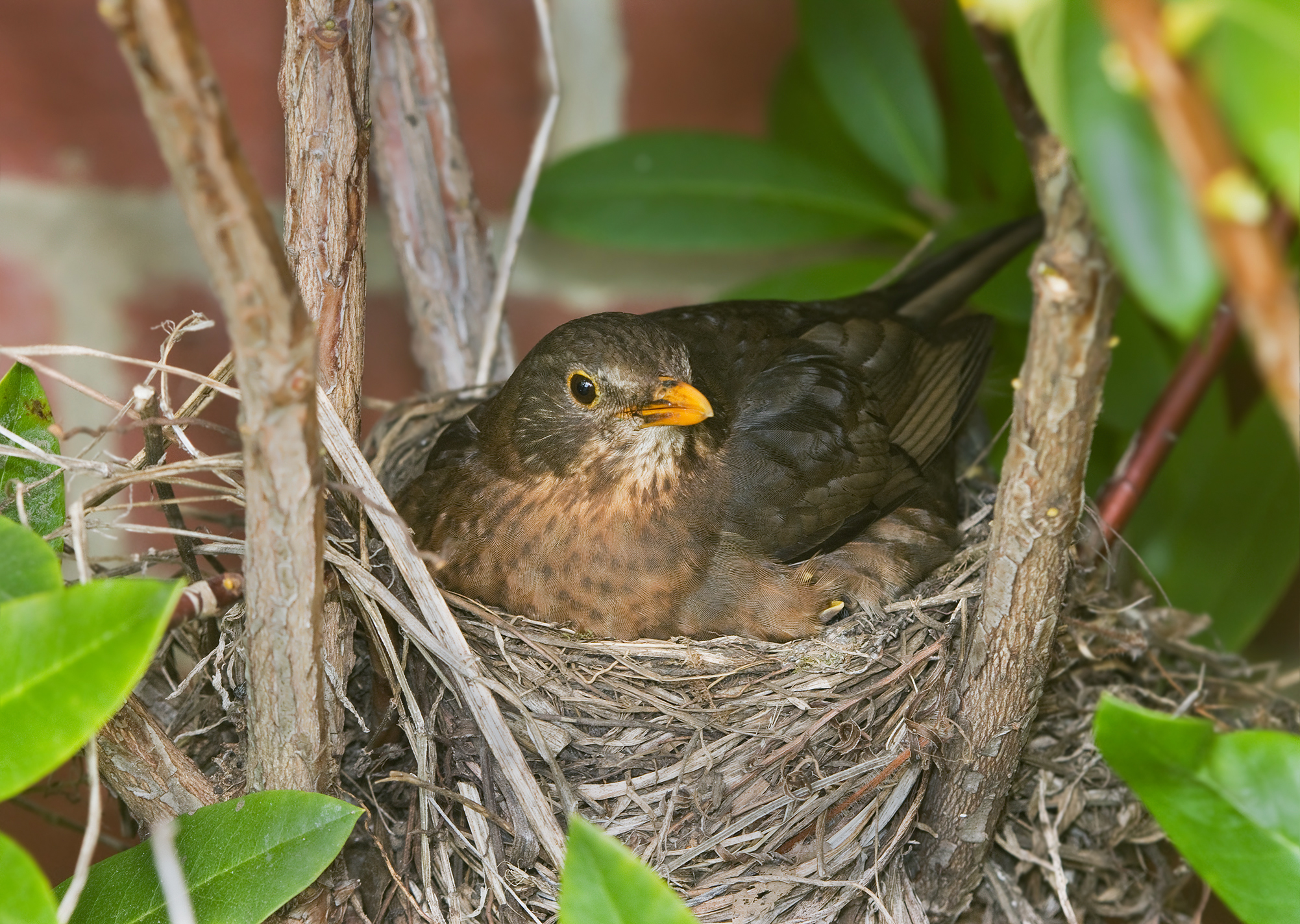
Fêmea de T. m. merula no ninho, Austin's Ferry, Hobart, Tasmânia, Austrália.

O melro-preto foi introduzido na Austrália em Melbourne durante a década de 1850, tendo-se expandido desde Melbourne e Adelaide a todo o sudeste da Austrália, incluindo a Tasmânia e as ilhas do estreito de Bass. Esta espécie é considerada uma praga nesse país, pois causa danos a uma grande variedade de drupas e bagas em pomares, vinhas, parques e jardins, sendo também particularmente destrutiva da vegetação rasteira, particularmente em hortas. Para além disso, contribui para espalhar ervas daninhas introduzidas como as silvas, e compete com aves nativas por alimento e locais de nidificação.
Na Nova Zelândia, foi introduzido em 1862, tendo-se expandido a todo o país até aos 1 500 m de altitude, incluindo as ilhas Campbell e Kermadec. É, juntamente com a espécie nativa Zosterops lateralis, a mais amplamente distribuída ave dispersora de sementes do país. Alimenta-se de uma grande variedade de drupas nativas e exóticas, contribuindo fortemente para o desenvolvimento de comunidades de ervas daninhas introduzidas como as silvas, cujos frutos são mais adequados à alimentação de aves nativas não endémicas ou introduzidas do que a aves endémicas. Sendo uma espécie introduzida, não é legalmente protegida nesse país, podendo ser abatida em qualquer altura.

### Caça
Na União Europeia, a caça ao melro-preto é regulamentada pela Diretiva 79/409/CEE do Conselho, de 2 de abril de 1979, relativa à conservação das aves selvagens, sendo permitida em diversos países incluindo a França e Portugal. Em França, o Office National de la Chasse et de la Faune Sauvage (Gabinete Oficial da Caça e da Fauna Selvagem) estima que entre 1998 e 1999 tenham sido abatidas cerca de 985 000 aves desta espécie em todo o país. O melro-preto pode ser caçado a tiro ou capturado vivo com uma varinha enviscada (pequeno ramo revestido com cola) para servir de chamariz. Este último método, utilizado nos departamentos dos Alpes da Alta Provença, Alpes Marítimos, Bocas do Ródano, Var e Vaucluse, é regulamentado por decreto ministerial e sujeito a autorização por parte da prefeitura.

## Na cultura e na literatura

### Na cultura

Brasão de Santa Maria de Merlès, Catalunha.

Algumas fontes indicam que, ao contrário de outras criaturas negras, esta espécie não é normalmente vista como um símbolo de má sorte, enquanto outras afirmam o contrário. O melro-preto era visto como uma ave sagrada mas destrutiva no folclore da Grécia Antiga, e dizia-se que morreria se consumisse romã. O canto melodioso desta espécie torna-o num símbolo para as tentações, especialmente as sexuais; segundo a tradição cristã, o Diabo terá certa vez tomado a forma de um melro-preto e voado contra a cara de São Bento, fazendo com que o santo sentisse um desejo sexual intenso por uma rapariga. Para se salvar da tentação, São Bento terá arrancado as suas roupas e saltado para dentro de um arbusto espinhoso, o que o terá libertado de tentações sexuais para o resto da vida. Por outro lado, diz-se que dois melros-pretos juntos são um símbolo de paz e de boa sorte, e muitas culturas consideravam esta ave uma representação da alma, e como tal usavam-na para indicar a vida eterna.
O melro-preto figura nos brasões de armas de várias cidades e regiões de diferentes países, tais como Krukow (Alemanha), Santa Maria de Merlès (Espanha), Braine e Le Merlerault (França). Esta espécie já surgiu ainda representada em selos postais de países como a Suécia, a Finlândia, as ilhas Feroe, a Estónia, o Reino Unido, a Irlanda e Portugal. Como resultado de uma votação popular levada a cabo entre os leitores do jornal matutino sueco Dagens Nyheter, o melro-preto é desde 1962 a ave nacional da Suécia, que possui uma população de 1-2 milhões de pares.
Dada a sua proximidade ao homem existem numerosas referências ao melro-preto em ditados populares portugueses, tais como: "Cada tiro, cada melro." (quando alguém não consegue acertar em algo após sucessivas tentativas); "Água ao melro que lhe seca o bico."; "Cantam os melros, calam-se os pardais."; "Melro que pia, o poiso denuncia."; "Melro que bem assobia, muita minhoca já engoliu."; "Quando o melro canta em janeiro, é tempo de sequeiro o ano inteiro." (quando os melros-pretos começam a cantar tão cedo é porque o tempo está mais quente e será uma estação com menos chuvas, e logo pior para as colheitas); e "Melro de bico amarelo, come a semente e o farelo." (reflexo de como os agricultores veem esta ave).

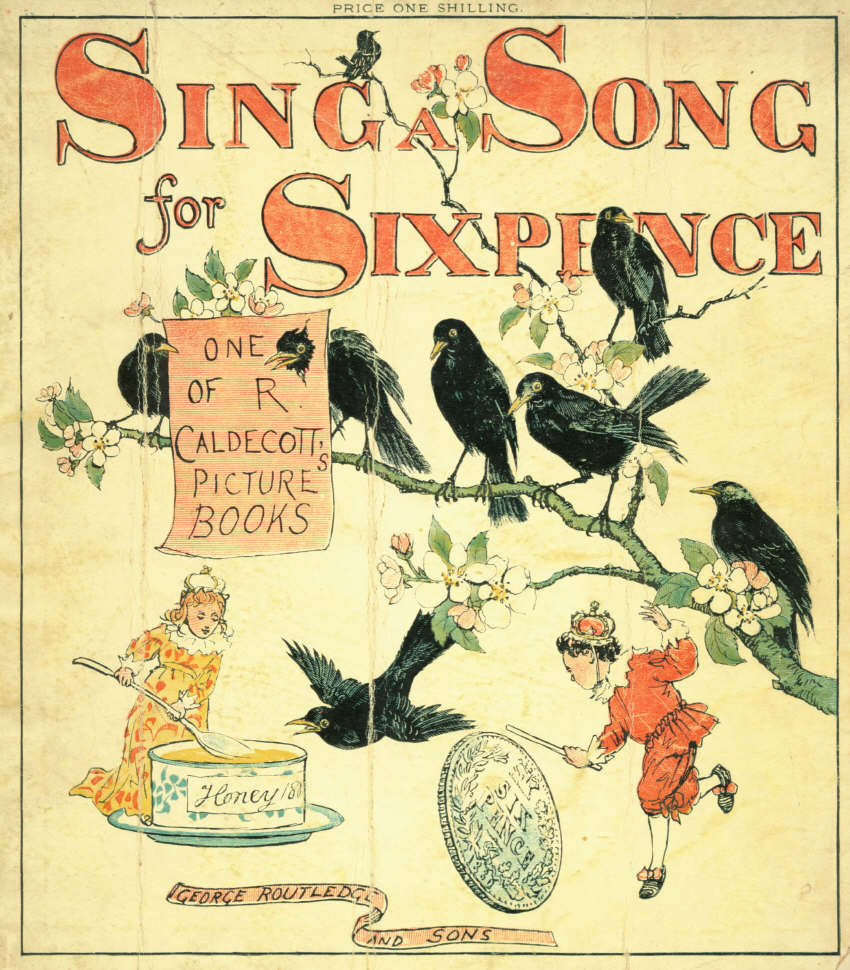
Ilustração de Sing a Song for Sixpence (1880), por Randolph Caldecott.

Tal como muitas outras pequenas aves, o melro-preto foi no passado capturado nos seus poleiros noturnos nas zonas rurais, a fim de servir como complemento à dieta, e atualmente entra na composição de uma especialidade da cozinha corsa, a tarte de melro. A brincadeira medieval de colocar aves vivas sob a crosta de uma tarte imediatamente antes de a servir pode ter sido a origem de uma familiar cantiga de roda inglesa, Sing a Song of Sixpence:
"Sing a song of sixpence, a pocket full of rye.

Four and twenty blackbirds, baked in a pie.

When the pie was opened, the birds began to sing;

Wasn't that a dainty dish, to set before the king?"
Uma canção infantil alemã intitulada Ein Vogel wollte Hochzeit machen (lit. Uma ave queria casar-se) conta a história do casamento entre um melro-preto e um tordo, e Le merle noir (O melro-preto) é o nome de uma composição musical do compositor francês Olivier Messiaen, inspirada pelo canto destas aves. A canção do melro-preto serviu igualmente de inspiração à canção Blackbird, dos Beatles:
"Blackbird singing in the dead of night,

Take these broken wings and learn to fly

All your life,

You were only waiting for this moment to arise."

### Na literatura

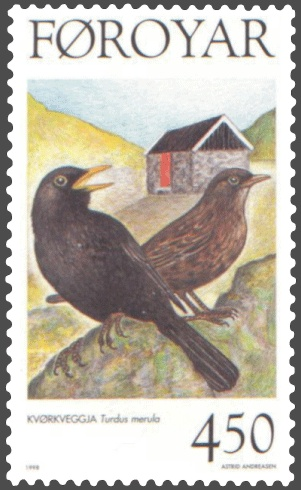
Turdus merula num selo das ilhas Feroe.

O melro-preto, espécie amplamente distribuída no Velho Mundo, é mencionada e descrita em diversos textos antigos. Uma das referências mais antigas a esta espécie remonta a Aristóteles, que a menciona como a principal espécie de melro no décimo-nono capítulo do nono livro do seu Historia animalium, sob o nome de Cottyphus (Κοττύφος).
Em 1555, Pierre Belon, na sua obra L'histoire de la nature des oyseaux, diz que "Chacun sait qu'il est de couleur noire, et que son bec devient jaune en vieillissant…" ("Toda a gente sabe que ele é negro, e que seu bico se torna amarelo com a idade...") e também que "Les médecins tiennent qu'il engendre bonnes humeurs, acomparants la chair à celle de la Grive aussi ont maintenant coutume de concéder aux malades d'en manger, l'estimant de facile digestion." ("Os médicos acreditam que gera bons humores, comparando a sua carne à do tordo que costuma ser utilizada para alimentar os doentes, considerando-a de fácil digestão."). O melro-preto foi também recenseado por Carolus Linnaeus em 1746 na sua obra sobre a fauna da Suécia, Fauna Svecica.
R. S. Thomas escreveu no seu poema A Blackbird Singing que existe nele uma sugestão de lugares negros, e o melro-preto simboliza a resignação na trágica e macabra peça do século XVII, The Duchess of Malfi; uma conotação alternativa é a vigilância, simbolizada pelo distinto grito de alarme da ave. O distinto canto melodioso do melro-preto é o tema do poema de Edward Thomas, Adlestrop, e o poemeto de Guerra Junqueiro, O melro, publicado na edição de 1885 do seu livro A Velhice do Padre Eterno, é baseado na crença popular de que os melros-pretos e outros pássaros, como os pintassilgos e os rouxinóis, envenenam os filhos quando os encarceram.